# Vesime
Vesime ist eine Gemeinde in der italienischen Provinz Asti (AT), Region Piemont.

## Lage und Einwohner
Vesime liegt 40 km südlich von der Provinzhauptstadt Asti entfernt in der Langa Astigiana. Das Gemeindegebiet umfasst eine Fläche von 13 km² und hat 587 Einwohner (Stand 31. Dezember 2023). Die Nachbargemeinden sind Castino, Cessole, Cossano Belbo, Perletto, Roccaverano, Rocchetta Belbo und San Giorgio Scarampi.

## Geschichte
Im Herbst 1944 wurde in Vesime ein Partisanenflughafen gebaut, um alliierte Einsätze und den Transport von Verwundeten zu erleichtern. Der Codeflughafen erhielt den Namen Excelsior.

## Kulinarische Spezialitäten
In Vesime werden Reben für den Dolcetto d’Asti, einen Rotwein mit DOC Status angebaut. Die Beeren der Rebsorten Spätburgunder und/oder Chardonnay dürfen zum Schaumwein Alta Langa verarbeitet werden. Die Muskateller-Rebe für den Asti Spumante, einen süßen DOCG-Schaumwein mit geringem Alkoholgehalt sowie für den Stillwein Moscato d’Asti wird hier ebenfalls angebaut. Aus der Rebsorte Brachetto wird der liebliche Schaumwein Brachetto d’Acqui hergestellt. In Vesime werden auch Reben der Sorte Barbera für den Barbera d’Asti, einen Rotwein mit DOCG Status, sowie den Barbera del Monferrato angebaut.

## Persönlichkeiten
- Luigi Bogliolo (1910–1999), Theologe